# Соболь Михайло Андрійович
Михайло Андрійович Соболь (нар. 3 вересня 1883, Білосток, Польща — пом. 31 жовтня 1955, Київ) — український танцівник і хореограф. Батько танцівника і педагога, Заслуженого артиста України Олександра Соболя.

## Загальні відомості
Був учнем балетмейстера Хоми Ніжинського — батька прославленого Вацлава Ніжинського.
Пропагував театралізований хореографічний фольклор, створив свій хореографічний театралізований ансамбль, метою якого була театралізація народних обрядів, звичаїв, традицій. Ансамбль складався з 10 танцівників і 18 танцівниць з високою професійною підготовкою. До програми колективу входили театралізовані сюїти:
- «Весілля на Україні»,
- «Запорозькі козаки»,
- «Російське весілля»,
- «Картинки в горах Кавказу»,
- «Польський бал»,
- «Українські дівочі хороводи».

Ансамбль почав виступати у 1910 році з великою програмою, з якою він гастролював по містах України, а з 1914 року працював у Харкові. Віртуозна техніка хореографічних творів Михайла Соболя сприяла розкриттю хореографічних образів, підсилюючи їх характери і впливаючи на інтерес до цих творів, професіоналізм в цілому.
Хореограф ускладнив лексику, але не за рахунок циркових трюків, а збільшуючи амплітуду дії того чи іншого руху; так, наприклад, народилися видозміни повзунця, присядок. Знання класичного танцю допомагало балетмейстеру застосувати у новій якості композиційні прийоми, що свого часу ввійшли в арсенал класичного балету. Запозичуючи основну структуру руху та забарвлюючи його відповідно до художнього завдання, Михайло Соболь використовував ряд повітряних рухів, притаманних українському чоловічому танцю. При цьому, рух виконував функцію образно-дійового чинника, який у комбінації з іншими допомагав розкрити тему та сюжет твору.
Численні балетмейстери українських труп, широко використовуювали хореографічні твори Михайла Соболя, переносячи одні й ті самі танцювальні композиції з вистави у виставу, але при цьому часто перекручували і спотворювали його знахідки. Відомий український фольклорист і хореограф Василь Миколайович Верховинець називав такі танці «еквілібристикою в українській одежі під неможливо швидкий темп українського козачка».
Послідовником Михайла Соболя став Павло Вірський, який з успіхом розвив знахідки і традиції, закладені попередником.